# Deiningscompensator
Een deiningscompensator (Engels: Motion Compensator) is een verend element dat gebruikt wordt in een verbinding tussen een drijvend object en de vaste wal of de zeebodem. De deiningcompensator wordt ook wel afgekort deico genoemd.
Zonder verend element kunnen, door het deinen van het varend object, in een dergelijke verbinding grote ontoelaatbare krachten en/of stoten optreden. Als die relatieve bewegingen gering zijn, kan de elasticiteit van de verbinding zelf ervoor zorgen dat de krachten binnen het toelaatbare blijven. Vaak zal echter de elasticiteit moeten worden vergroot met een deiningcompensator om hiervoor te zorgen. Voor grote, dure offshore installaties betekent een deiningscompensator het verschil tussen kunnen werken gedurende enkele maanden per jaar of het hele jaar door - een enorm verschil. Een deiningcompensator kan de tijd dat een dergelijk schip kan werken enorm verlengen.
Een deiningcompensator compenseert eigenlijk niet de deining, maar vermindert de invloed van de relatieve bewegingen tussen de installaties op de verbinding.
In zijn eenvoudigste vorm bestaat de deiningscompensator uit een contragewicht, die de krachtvariatie in de verbinding vermindert en deze minder afhankelijk maakt van de beweging. In plaats van tegengewichten kan men ook veren gebruiken. Voor deze grote installaties werd dit dan al gauw een hydraulische cilinder die verbonden werd met een gasvolume, meestal met daartussen een hydraulische vloeistof.
Mechanische veren en ook hydropneumatische veren hebben een krachtoploop. Hoe groter de beweging, hoe groter de krachtvariatie. Door het toepassen van zeer grote gasvolumes kon men deze krachtvariatie beperken, maar gasvolumes onder hoge druk zijn kostbaar. Daarom zijn er zeer interessante, vaak kinematische constructies bedacht en geoctrooieerd om deze krachtoploop te beperken bij een relatief gering volume.
Tot een 20 jaar geleden waren deiningcompensatoren passief, dat wil zeggen dat er geen vermogen aan toe- of afgevoerd werd. Later werd er een actief element aan toegevoegd, waardoor het gasvolume beperkt kon worden. Tegenwoordig is het zo dat vele installaties geheel actief zijn en dus het krachtverschil voortkomend uit de relatieve beweging geheel actief compenseren. Ook worden er tegenwoordig lieren toegepast, die de deining geheel actief compenseren. Het zal duidelijk zijn dat hier enorme vermogens voor nodig zijn.

## Deiningcompensator voor een hopperzuiger
Een hopperzuiger is een schip dat gebruikt kan worden voor zandwinning, of om vaarwegen op diepte te houden. Een schip heeft aan een kant of aan beide zijden een zuigbuis die over de bodem wordt gesleept. Door pompen in het schip wordt een water-zandmengsel opgezogen en in het ruim gepompt. Hier loopt het water weg en het zand kan ergens worden gelost. Het is voor de productie van belang dat de pijp als een stofzuiger precies boven de bodem wordt gehouden met een bepaalde aandrukkracht. 
Elke bodemgesteldheid vereis een bepaalde kracht. Een harde bodem vereist een hoge druk van de zuigkop op de bodem.
De druk van de deico moet hiervoor laag worden ingesteld.
Voor een zachte bodem is een lage kracht op de bodem nodig en moet de deicodruk hoog worden ingesteld.
Een belangrijk voordeel van de deiningscompensator is dat de draad van de mondlier te allen tijde strak blijft staan en niet naast de trommel loopt. In moderne systemen kan de druk van het deicovat naar behoeven worden gevarieerd vanaf de brug.
Ook is er vaak een mogelijkheid om de deico star te maken of te blokkeren om het bijtrekken van de zuigpijp mogelijk te maken.
Dit gebeurt manueel of door middel van de bedieningssoftware.

## Deiningcompensatoren bij een boorschip en een (half-afzinkbaar) booreiland
Op een boorschip of een drijvend booreiland staat een toren en vanuit de toren wordt geboord. Op de zeebodem wordt een installatie neergezet en deze wordt met 4 of 8 kabels met het schip verbonden. Vanuit het boorgat op de zeebodem loopt een pijp naar het dek van het boorschip, waarbinnen men boort. De pijp dient ervoor om allerlei boorvloeistoffen in het boorgat te brengen. Er zijn dus 3 verbindingselementen tussen het Halfafzinkbaar schip en de zeebodem:
- Guidelines naar de ondergrondse installatie
- Riser, de pijp waarbinnen geboord wordt
- Drillstring, de boorstang

Voor de eerste verbindingen worden zogenaamde guidelinetensioners gebruikt. Dit zijn hydro-pneumatische cilinders met aan weerszijden kabelschijven, zodat de tensioners een kracht krijgen die 4-6 keer de kracht in de guidelines zijn.
De riser is dus een spaghetti die op de zeebodem staat. Hier moet aan de bovenkant aan getrokken worden om deze niet te laten knikken. Hiervoor worden de riser tensioners gebruikt. Zij hebben dezelfde uitvoering als de guidelinetensioners, maar de capaciteit is enkele malen groter.
Tot slot de drillstringcompensator. Dit is de belangrijkste compensator. Het deinen van het booreiland heeft directe invloed op de aandrijfkracht van de boorbeitel. Vervangen van de beitel is een kostbaar proces en kost veel tijd. Er is daarom veel aan gelegen om de standtijd van deze beitel zo lang mogelijk te maken. Daarom is er erg veel tijd en moeite gestoken in ontwerpen voor drillstringcompensatoren die nauwkeuriger zijn. Omdat je bij passieve compensatoren toch altijd de hysterese blijft houden vanwege de wrijving, zijn de nieuwste drillstringcompensatoren actief geregeld. De verticale beweging van het boorschip of -eiland wordt gemeten en direct ingevoerd in het compensatiesysteem.

## Deiningcompensator bij de Marine.
Veel Marines hebben een bevoorradingsschip in dienst, die op zee de fregatten, onderzeeboten en andere marineschepen van brandstof en goederen kan voorzien. De operatie wordt: "bevoorrading op zee" of kortweg BOZ genoemd. Om de brandstof en de goederen van het BOZ-schip naar het ontvangende schip te brengen wordt een kabel tussen de schepen gespannen en de lasten en de slangen gaan over zadels, die aan deze kabel hangen naar het andere schip. Deze kabel wordt strak gehouden. Het zal duidelijk zijn dat door de zeebeweging maar ook door beweging van de schepen voor grote spanningsvariaties in deze kabel zou leiden.
Daarom wordt deze kabel door een deiningsompensator op spanning gehouden. Dit is meestal met een hydraulische cilinder, aan beide zijden voorzien van een schijvenkop met kabelschijven. De kabel loopt dus over de kabelschijven van de cilinder naar een lier. De cilinder staat in verbinding met een stikstofvolume, eventueel via een hydraulische vloeistof. Het systeem is meestal semi-actief, dat wil zeggen, als de schepen te dicht bijeen komen, dan gaat de lier halen. Andersom, als de schepen te ver uiteen gaan en de deiningcompensator de beweging niet meer kan volgen gaat de lier vieren. Er zijn ook systemen met een zogenaamde actieve lier; hier wordt geen cilinder gebruikt.

## Slappedraadbeveiliger
Een slappedraadbeveiliger is een apparaat dat ervoor zorgt dat een kabel nooit los komt te liggen of te hangen. De achtergrond kan zijn dat men bang is dat de kabel van een trommel, een rol of een schijf kan aflopen. Een andere toepassing is als er van een deinend schip iets wordt neergelaten op de zeebodem, door de beweging van het schip wordt de kabel beurtelings belast en komt beurtelings slap te hangen. Dit is slecht voor de levensduur van de kabel. Een slappedraadbeveiliger zorgt er hier voor dat de kabel altijd onder (eventueel geringe) spanning blijft staan en de belastingswisselingen vloeiender worden.